# Eutropiusz z Walencji
Eutropiusz z Walencji – pisarz i teolog wczesnochrześcijański, zaliczany do ojców Kościoła.
Był opatem klasztoru Servitanum. Po trzecim synodzie w Toledo (589) został mianowany biskupem Walencji. Z jego pism zachowały się tylko dwie rozprawy - O ograniczeniu mnichów (De districtione manochorum) i O ośmiu wadach (De octo vitiis).